# Головкін Геннадій Геннадійович
Геннадій Геннадійович Головкін (каз. Геннадий Геннадийұлы Головкин 8 квітня 1982, м. Караганда) — казахстанський професійний боксер у ваговій категорії до 72,6 кг, віце-чемпіон літніх Олімпійських ігор у Афінах (до 75 кг), чемпіон світу 2003 року (до 75 кг). Чемпіон світу в середній вазі (за версіями WBA (2010—2018, 2022—2023), IBO (2011—2018, 2019—т.ч.), IBF (2015—2018, 2019—2023), WBC (2016—2018) і The Ring (2018). Загалом переміг 10 бійців за титул чемпіона світу у середній вазі. Виграв 6 боїв, отримавших оцінку «5 зірок» від BoxRec.

## Біографія
Геннадій Головкін народився 8 квітня 1982 року в Караганді, Казахська РСР(сучасний Казахстан) у сім'ї шахтаря. Його батько за національністю був росіянином, а мати — кореянкою. Геннадій був третім із чотирьох синів. Дуже великий вплив на становлення майбутнього чемпіона відіграли його старші брати Сергій та Вадим. Саме вони привели його в ринг, коли Геннадію було вісім. Можна уявити, якою трагедією була смерть Вадима у 1990 році, а згодом і Сергія у 1994. Жодної офіційної версії смертей і похорон не було. Ці події стали мотиватором боксера ще більше тренуватися, щоб досягнути успіху[джерело?].

## Аматорська кар'єра
На аматорському ринзі Головкін провів 350 боїв, з яких лише 5 закінчилися не на його користь.

### Чемпіонат світу 2003
- 1/16 фіналу: Переміг Матвія Коробова (Росія) — PTS (19-10)
- 1/8 фіналу: Переміг Енді Лі (Ірландія) — PTS (29-9)
- 1/4 фіналу: Переміг Лучіана Буте (Румунія) — КО 4
- 1/2 фіналу: Переміг Йорданіса Деспан (Куба) — PTS (29-26)
- Фінал: Переміг Олега Машкіна (Україна) — RSCI 2

### Олімпійські ігри 2004
- 1/8 фіналу: Переміг Алі Аммед Хана (Пакистан) — PTS (31-10)
- 1/4 фіналу: Переміг Рамадана Яссера (Єгипет) — PTS (31-20)
- 1/2 фіналу: Переміг Андре Діррелла (США) — PTS (23-18)
- Фінал: Програв Гайдарбеку Гайдарбекову (Росія) — PTS (18-28)

## Професіональна кар'єра
6 травня 2006 року Головкін провів перший бій у професіональній кар'єрі.
У перших 8 поєдинках ніхто не протримався проти Головкіна усю дистанцію.
11 липня 2009 року в бою проти бразильця Джона Карвальо Головкін здобув титул інтернаціонального чемпіона WBO у середній вазі.

### Підписання контракту з К2 та навчання в Абеля Санчеса
Головкін був сповнений рішучості отримати світове визнання. З цією метою у 2010 році він розірвав контракт із промоутерською компанією Universum Box Promoution і підписав контракт з «K2 Promotions». Після цього він поїхав в Америку в штат Каліфорнія тренуватися під орудою Абеля Санчеса. Вже з першої зустрічі великий тренер був вражений бажанням та талантом Головкіна. Санчес поставив собі за мету створити в ньому суміш мексиканської агресії та радянської дисципліни.
14 серпня 2010 року Головкін ще в 1 раунді вражаюче здолав колумбійця Мілтона Нунеза в бою за звання тимчасового чемпіона за версією WBA, а 25 вересня 2010 року WBA перевела Головкіна із тимчасового чемпіона в регулярні, за умови, що регулярний чемпіон Головкін зустрінеться із тимчасовим чемпіоном камерунцем Хасаном Ендам Енджикамом до кінця січня 2011 року, але ця зустріч виявилася відкладеною на невизначений час (і так і не відбулася). 16 грудня 2010 року Головкін нокаутував панамця Нільсона Хуліо Тапія в першому захисті титулу регулярного чемпіона світу.
16 травня 2015 року Головкін переміг технічним нокаутом Віллі Монро-молодшого. Ця перемога стала для Головкіна 20-ю достроковою. Він побив рекорд Майка Тайсона по кількості виграних нокаутом боїв підряд.

### Об'єднавчий бій проти Давіда Лем'є
Влітку 2015 року було оголошено, що 17 жовтня відбудеться об'єднавчий бій за титули чемпіона WBA (Super), IBO, тимчасового чемпіона WBC, що належали Головкіну, та IBF, власником якого був Лем'є. В той же час Головкін підписав ексклюзивний контракт з HBO. Трансляція поєдинку Головкін — Лем'є відбувалася за схемою плати та дивися — PPV, що стало дебютом обох боксерів на PPV. За цей бій казахстанець заробив близько $2 млн, а канадієць $1,5 млн, окрім цього обидва боксери отримали відсотки від продаж PPV.
Бій пройшов за великої переваги Головкіна. В 5 раунді він зумів змусити Лем'є встати на одне коліно. В цьому епізоді Головкін завдав удару, коли суперник вже був на канвасі, але якогось покарання не отримав. В сьомому раунді на обличчі канадійця з'явилася кров, а його ніс треба було вправляти. У наступному раунді суддя вирішив зупинити бій, щоб зберегти здоров'я спортсмена. Цей бій зібрав 150 тисяч платних покупок.

### Головкін проти Даніеля Джейкобса
Після того, як Головкін 10 вересня 2016 року захистив свої титули чемпіона у бою проти Келла Брука, WBA заявила, що у його команди і у команди Даніеля Джейкобса, що володіє титулом звичайного чемпіона WBA, є 30 днів щоб домовитися про бій. Якщо домовитися не вийде, то будуть призначені промоутерські торги. Спершу планувалося провести цей бій 10 грудня 2016 року на одній з нью-йорських арен, але боксери не встигли домовитися до того часу. Основною проблемою в переговорах стала фінансова частина. Команда Джейкобса вимагала розподілу гонорару 40 % на 60 %. Вони відправили запит у WBA, однак ті відповіли негативно, оскільки згідно з правилами цієї організації у боях суперчемпіона проти звичайного гонорар має розділятися 75 % на 25 % на користь суперчемпіона. WBA призначили торги на 19 грудня 2016 року. Але команди встигли домовитися про бій до торгів, і 17 грудня Геннадій Головкін через свій Twitter повідомив, що бій відбудеться 18 березня 2017 року на арені «Медісон-сквер-гарден» у Нью-Йорку. Бій, що транслював HBO за системою PPV, був дуже близьким, але рішення суддів було одноголосним — двічі 115—112 і 114—113 на користь Головкіна. У четвертому раунді Головкін відправив Джейкобса у нокдаун. Головкін вперше у своїй кар'єрі провів бій у 12 раундів.

### Поєдинки проти Сауля Альвареса

#### Перший бій Головкін— Альварес
Ще у 2015 році Головкін, що 18 жовтня 2014 року у бою з мексиканським бійцем Марко Антоніо Рубіо виборов титул тимчасового чемпіона у середній вазі за версією WBC, заявив, що готовий битися з новим чемпіоном WBC Саулем Альваресом, щоб довести хто справжній чемпіон WBC. Команди обох боксерів розпочали перемовини. Але у травні 2016 року Альварес, якого не влаштовували запропоновані дати бою, відмовився від титулу чемпіона. Головкін без бою був визнаний абсолютним чемпіоном WBC у середній вазі. 6 травня 2017 року в Лас-Вегасі відразу по закінченню бою з Чавесом-молодшим Альварес викликав на бій присутнього у залі Головкіна. Поєдинок між ними відбувся у тому ж Лас-Вегасі на T-Mobile Arena 16 вересня 2017 року. У видовищному поєдинку проти мексиканця Сауля Альвареса Головкін отримав перший в кар'єрі не переможний вердикт суддів — спірну нічию. Рахунки на суддівських записках — 118—110 (Альварес), 115—113 (Головкін) і 114—114. Багато глядачів, експертів і сам Головкін залишилися незадоволеними підсумковими підрахунками, але найбільше обурення викликало рішення судді Аделаїди Бьорд, яка віддала Альваресу в поєдинку, в якому домінував Головкін, 10 раундів. Вже після бою пригадали, що вона настільки поганий суддя, що її кандидатуру відхилила команда Ломаченка, коли її хотіли призначити на бій Василя з Волтерсом, в бою Альвареса проти Аміра Хана вона єдина з 3 суддів порахувала усі перші 5 раундів на користь Альвареса, а прославилася тим, що єдина з 3 суддів віддала перемогу Бернарду Гопкінсу в бою 2008 року проти Джо Кальзаге, Бьорд на деякий час після бою Головкін — Альварес була відсторонена від суддівської роботи, але, коли скандал стих, продовжила судити поєдинки.
Головкін зберіг за собою титули чемпіона світу за версіями WBC/WBA(Super)/IBO/IBF у середній вазі. Бій Головкіна і Альвареса зібрав значну купу глядачів на арені T-Mobile у кількості 22 358 чоловік, які принесли в касу більше 27 млн $, що стало третім з найбільших показників в історії боксу.
Світова боксерська рада (WBC) оголосила Головкіна (37-0-1, 33 КО) найкращим боксером 2017 року.

#### Другий бій Головкін— Альварес
Відразу ж після першого бою боксери погодилися на реванш. Але, незважаючи на начебто обопільну готовність боксерів до другого поєдинку між ними, перемовини представників їх команд просувалися довго і складно. Все ж, у січні 2018 року усі пункти угоди реваншу між Головкіним і Альваресом було узгоджено, а у лютому стало відомо, що бій-реванш відбудеться 5 травня знову на T-Mobile Arena у Лас-Вегасі. Але вже за кілька днів з'явилася шокуюча новина, що Альварес провалив допінг-тестування — в аналізах Сауля виявили заборонену речовину кленбутерол.. Сам Альварес запевняв, що причиною позитивного результату на наявність заборонених речовин стало заражене м'ясо — у Мексиці кленбутерол використовують у тваринництві. Але розлютований новиною Головкін, який вважав, що у першому його бою з Альваресом у нього вкрали перемогу, звинуватив Альвареса у використанні допінгу ще до їх першого бою. Незважаючи на висунуті Альваресу обвинувачення Головкін не думав відмовлятися від реваншу. Але Атлетична комісія штату Невада через позитивні на наявність заборонених речовин допінг-проби тимчасово відсторонила Альвареса від поєдинків, і 3 квітня 2018 року Альварес із промоутером офіційно оголосили про зрив матчу-реваншу проти Головкіна. За провалений тест Альварес отримав відсторонення від боксу на 6 місяців.
Головкін вирішив все ж провести 5 травня бій з іншим суперником. Мексиканця Альвареса був готовий замінити українець Сергій Дерев'янченко, що був на той час офіційним претендентом на титул чемпіона світу у середній вазі за версією IBF, але Головкін обрав американця вірменського походження Ванеса Мартиросяна, який не боксував перед цим 2 роки і ніколи не виступав у середній вазі. Щоб нокаутувати Мартиросяна, Головкіну вистачило 4 хв 40 сек. Головкін в 20-й раз захистив титули в середній вазі, тим самим повторивши рекорд Бернарда Гопкінса, який провів 20 захистів в період з 1995 по 2005 рік. Деякі джерела ставлять під сумнів це досягнення, вказуючи на факт, що титул WBA Regular, яким Головкін володів до отримання статусу «суперчемпіона» в 2014 році, вважається другорядним титулом і не відноситься до головних чемпіонських поясів.
В IBF відмовилися санкціонувати бій Головкін — Мартиросян і змушували Головкіна провести бій з Дерев'янченком протягом 90 днів після бою з Мартиросяном. 6 червня 2018 року в IBF вирішили відібрати чемпіонський титул у Головкіна через його відмову провести захист титулу проти Дерев'янченко до 3 серпня 2018 року.
Відразу ж після бою Головкіна проти Мартиросяна продовжилися перемовини між командами Геннадія Головкіна і Сауля Альвареса, але після того, як у лютневих пробах претендента виявили заборонений препарат, Головкін висунув нові фінансові вимоги: розподіл призового фонду в співвідношенні 50/50. У першому поєдинку розподіл був 70/30 на користь Альвареса. Але команда Альвареса спочатку погоджувалася у другому поєдинку виділити Головкіну лише 35 відсотків. Команди Альвареса і Головкіна дуже неохоче йшли на взаємні поступки. В соціальних мережах і у інтерв'ю журналістам Головкін і його тренер Санчес знов і знов звинувачували Сауля Альвареса і його команду у шахрайстві перед першим поєдинком. Протистояння Головкіна і Альвареса переросло із спортивної площини у особисту. В цей час Головкін отримав невеличку перемогу над Альваресом — у червні він отримав чемпіонський пояс американського журналу The Ring, якого за кілька днів до цього редакційна колегія журналу позбавила Альвареса Врешті решт команда Альвареса зробила Головкіну фінальну пропозицію — розподіл призових у співвідношенні 57,5/42,5. Головкін мав дати відповідь протягом 24 годин. Головкін відмовився від таких умов. Здавалося, перемовини зайшли в глухий кут і реваншу Головкін — Альварес не бути. Але не минуло і доби, як голова промоутерської компанії Golden Boy Promotions Оскар Де Ла Хойя оголосив, що угода таки укладена. Головкін прийняв бій на умовах розподілу призового фонду 55/45. Бій мав відбутися 15 вересня 2018 року знову на арені T-Mobile у Лас-Вегасі.
Чим ближче ставав бій, тим більше підвищувався градус у стосунках Головкіна і Альвареса. Обидві сторони перейшли до взаємних образ і вирішили відмовитись від спільних прес-конференцій до останньої неділі перед боєм, бо не мали ніякого бажання бачити один одного.
В реванші успіх супроводжував то одного боксера, то іншого. Після жорсткого бою з короткими злими розмінами обидва бійці мали розсічення біля ока (Альварес — над лівим, Головкін — біля правого). Несподіваним у цьому бою було те, що на відміну від першого бою Альварес пресингував, а Головкін, висловлюючись його ж словами, «бігав». Головкін не зумів зберегти пояси чемпіона світу за версіями WBC/WBA/IBO і журналу The Ring у середній вазі, поступившись рішенням більшості суддів. Головкін отримав першу поразку в профікар'єрі. Підсумковий рахунок суддів — 114—114 і двічі 115—113 на користь Альвареса. Після того, як ринг-анонсер оголосив переможцем і новим чемпіоном світу Сауля Альвареса, розгніваний Головкін пішов з рингу у роздягальню без традиційного флеш-інтерв'ю.
Гарантований гонорар Альвареса за цей бій склав 30 млн $, Головкіна — 20 млн $. До цих сум додався бонус від продажу платних телетрансляцій.
Бій Головкін — Альварес II був визнаний журналом Ринг боєм року.
Після другого бою з Альваресом у Головкіна закінчився контракт з телепартнером HBO, а потім канал вирішив зовсім вийти із боксу, тому Головкін уклав угоду на 3 роки і 6 боїв з ТВ-платформою ДАЗН. Перший бій в рамках цієї угоди відбувся 8 червня 2019 року — Головкін у Нью-Йорку у договірній вазі (до 74,4 кг) нокаутував Стіва Роллса.
У серпні 2019 року Головкін підписав контракт із Matchroom Boxing, головою якої є Едді Гірн.

### Головкін проти Сергія Дерев'янченко
У травні 2019 року чемпіоном світу у середній вазі за версією IBF став Сауль Альварес, який був зобов'язаний захистити цей титул в бою проти Сергія Дерев'янченко. Команда Альвареса повинна була домовитися з командою українця до 1 серпня, однак не зробила цього, тому IBF позбавила мексиканця свого титулу. Головкін швидко зумів домовитись з Дерев'янченко про бій за вакантний титул. Бій Головкіна проти Дерев'янченка відбувся 5 жовтня 2019 року на культовій арені Madison Square Garden. Українець перед поєдинком вважався явним аутсайдером, і початок бою давав Головкіну підстави думати, що бій буде легким. Уже в першому раунді Дерев'янченко побував у нокдауні, а в другому раунді у нього з'явилося розсічення. Але українець мужньо бився і виграв кілька раундів. Головкін переміг одноголосним рішенням суддів — 114—113 і двічі 115—112, здобув вакантні пояси чемпіона світу за версіями IBF і IBO у середній вазі і став дворазовим чемпіоном світу, але його невпевнену перемогу освистали вболівальники.

### Головкін проти Каміла Шеремети
18 грудня 2020 року Геннадій Головкін провів захист титулів чемпіона проти обов'язкового претендента з Польщі Каміла Шеремети. Головкін у цьому бою діяв дуже добре і не дав супернику жодного шансу на перемогу, 4 рази надіславши в нокдаун і змусивши капітулювати в перерві перед восьмим раундом. Захист Головкіним титула чемпіона в середній вазі став цього разу рекордним — 21-им за всю кар'єру, на 1 більше ніж у Бернарда Гопкінса.

### Головкін проти Рьота Мурата
9 квітня 2022 року, здобувши перемогу нокаутом над японським чемпіоном WBA Super Рьотою Мурата, Геннадій Головкін став об'єднаним чемпіоном IBF, IBO та WBA Super у середній вазі.

### Головкін проти Сауля Альвареса III
17 вересня 2022 року Головкін втретє вийшов на бій проти Сауля Альвареса, абсолютного чемпіона у другій середній вазі, піднявшись заради цього бою у нову вагову категорію. 2022 року Головкін став другим боксером після британця Джека Катеролла і лише четвертим взагалі в історії професійного боксу після американця Джермейна Тейлора, британців Тоні Белью і Катеролла, який претендував на титул всіх чотирьох основних боксерських організацій в одному поєдинку. Гідного протистояння не вийшло, казахський боксер зазнав від мексиканця беззаперечної поразки одностайним рішенням суддів.
На початку 2023 року Головкін вирішив не проводити обов'язкові захисти чемпіонських титулів, спочатку відмовившись від звання чемпіона IBF, а потім і WBA у середній вазі.

## Таблиця боїв
| 42 Перемоги (37 нокаутом, 5 за рішення суддів), 2 Поразки (0 нокаутом, 2 за рішенням суддів), 1 Нічия |        |                        |        |         |      |                   |                                                             | |
| Результат                                                                                             | Рекорд | Суперник               | Спосіб | Раунд   | Час  | Дата              | Місце проведення                                            | Примітки |
| Поразка                                                                                               | 42-2-1 | Сауль Альварес         | UD     | 12      |      | 17 вересня 2022   | Т-Мобайл Арена, Парадайз, Невада, США                       | Бій за титули чемпіона WBA(Super), WBC, IBF, WBO та The Ring у другій середній вазі.                               |
| Перемога                                                                                              | 42-1-1 | Мурата Рьота           | TKO    | 9 (12)  |      | 9 квітня 2022     | Super Arena, Сайтама                                        | Захистив титул IBF у середній вазі. Завоював титул чемпіона WBA(Super).                                            |
| Перемога                                                                                              | 41-1-1 | Каміл Шеремета         | RTD    | 7 (12)  |      | 18 грудня 2020    | Seminole Hard Rock Hotel and Casino, Голлівуд, Флорида, США | Захистив титули IBF і IBO у середній вазі                                                                          |
| Перемога                                                                                              | 40-1-1 | Сергій Дерев'янченко   | UD     | 12      |      | 5 жовтня 2019     | Медісон-сквер-гарден, Нью-Йорк, США                         | Виграв вакантні титули IBF і IBO у середній вазі                                                                   |
| Перемога                                                                                              | 39-1-1 | Стів Роллз             | KO     | 4 (12)  |      | 8 червня 2019     | Медісон-сквер-гарден, Нью-Йорк, США                         | |
| Поразка                                                                                               | 38-1-1 | Сауль Альварес         | MD     | 12      | 3:00 | 15 вересня 2018   | Т-Мобайл Арена, Парадайз, Невада, США                       | Втратив титули чемпіона WBA(Super), WBC і IBO у середній вазі.                                                     |
| Перемога                                                                                              | 38-0-1 | Ванес Мартіросян       | KO     | 2 (12)  | 1:53 | 5 травня 2018     | СтабХаб Центр, Карсон (Каліфорнія), США                     | Захистив титули чемпіона WBA(Super), WBC і IBO у середній вазі.                                                    |
| Нічия                                                                                                 | 37-0-1 | Сауль Альварес         | SD     | 12      | 3:00 | 16 вересня 2017   | Т-Мобайл Арена, Парадайз, Невада, США                       | Захистив титули чемпіона WBA(Super), IBF, WBC і IBO у середній вазі.                                               |
| Перемога                                                                                              | 37-0   | Даніель Джейкобс       | UD     | 12      |      | 18 березня 2017   | Медісон-сквер-гарден, Нью-Йорк, США                         | Захистив титули чемпіона WBA(Super), IBF, WBC і IBO у середній вазі.                                               |
| Перемога                                                                                              | 36-0   | Келл Брук              | TKO    | 5 (12)  | 1:52 | 10 вересня 2016   | О2 Арена, Лондон, Англія                                    | Захистив титули чемпіона IBF, IBO і WBC у середній вазі                                                            |
| Перемога                                                                                              | 35-0   | Домінік Вейд           | KO     | 2 (12)  | 2:37 | 23 квітня 2016    | The Forum, Інґлвуд, Каліфорнія                              | Захистив титули чемпіона WBA(Super), IBF, IBO і WBC interim у середній вазі                                        |
| Перемога                                                                                              | 34-0   | Давід Лем'є            | TKO    | 8 (12)  | 1:32 | 17 жовтня 2015    | Медісон-сквер-гарден, Нью-Йорк, США                         | Захистив титули чемпіона WBA(Super), IBO і WBC interim у середній вазі. Виграв титул чемпіона IBF у середній вазі. |
| Перемога                                                                                              | 33-0   | Віллі Монро-молодший   | TKO    | 6 (12)  | 0:45 | 16 травня 2015    | The Forum, Інґлвуд, Каліфорнія                              | Захистив титули чемпіона WBA(Super), IBO і WBC interim у середній вазі.                                            |
| Перемога                                                                                              | 32-0   | Мартін Маррей          | TKO    | 11 (12) | 0:50 | 21 лютого 2015    | Монте-Карло, Монако                                         | Захистив титули чемпіона WBA(Super), IBO і WBC interim у середній вазі.                                            |
| Перемога                                                                                              | 31-0   | Марко Антоніо Рубіо    | KO     | 2 (12)  | 1:19 | 18 жовтня 2014    | СтабХаб Центр, Карсон (Каліфорнія)                          | Захистив титули чемпіона WBA(Super) і IBO у середній вазі. Виграв титул чемпіона WBC interim в середній вазі.      |
| Перемога                                                                                              | 30-0   | Деніел Гіл             | TKO    | 3 (12)  | 2:47 | 26 липня 2014     | Медісон-сквер-гарден, Нью-Йорк, США                         | Захистив титули чемпіона WBA(Super) і IBO у середній вазі.                                                         |
| Перемога                                                                                              | 29-0   | Осуману Адама          | TKO    | 7 (12)  | 1:20 | 1 лютого 2014     | Монте-Карло, Монако                                         | Захистив титули чемпіона WBA і IBO у середній вазі.                                                                |
| Перемога                                                                                              | 28-0   | Кертіс Стівенс         | RTD    | 8 (12)  | 3:00 | 2 листопада 2013  | Нью-Йорк, США                                               | Захистив титули чемпіона WBA і IBO у середній вазі.                                                                |
| Перемога                                                                                              | 27-0   | Меттью Макклін         | KO     | 3 (12)  | 1:22 | 29 червня 2013    | Коннектикут, США                                            | Захистив титули чемпіона WBA і IBO у середній вазі.                                                                |
| Перемога                                                                                              | 26-0   | Набухіра Ісіда         | KO     | 3 (12)  | 2:14 | 30 березня 2013   | Монте-Карло, Монако                                         | Захистив титули чемпіона WBA і IBO у середній вазі.                                                                |
| Перемога                                                                                              | 25-0   | Габрієль Росадо        | TKO    | 7 (12)  | 2:46 | 29 січня 2013     | Нью-Йорк, США                                               | Захистив титули чемпіона WBA і IBO у середній вазі.                                                                |
| Перемога                                                                                              | 24-0   | Гжегож Прокса          | TKO    | 5 (12)  | 1:11 | 1 вересня 2012    | Нью-Йорк, США                                               | Захистив титул регулярного чемпіона WBA і IBO у середній вазі.                                                     |
| Перемога                                                                                              | 23-0   | Мікото Футігамі        | TKO    | 3 (12)  | 1:17 | 12 травня 2012    | Бровари,Київ, Україна                                       | Захистив титул регулярного чемпіона WBA і IBO у середній вазі.                                                     |
| Перемога                                                                                              | 22-0   | Лахуан Саймон          | KO     | 1 (12)  | 2:17 | 9 грудня 2011     | Кіль, Німеччина                                             | Захистив титул регулярного чемпіона WBA у середній вазі. Виграв вакантний титул чемпіона IBO.                      |
| Перемога                                                                                              | 21-0   | Кассім Оума            | TKO    | 10 (12) | 1:57 | 17 червня 2011    | Панама                                                      | Захистив титул регулярного чемпіона WBA у середній вазі.                                                           |
| Перемога                                                                                              | 20-0   | Нільсон Хуліо Тапія    | KO     | 3 (12)  | 2:44 | 16 грудня 2010    | Астана, Казахстан                                           | Захистив титул регулярного чемпіона WBA у середній вазі.                                                           |
| Перемога                                                                                              | 19-0   | Мілтон Нунез           | KO     | 1 (12)  | 0:58 | 14 серпня 2010    | Панама                                                      | Виграв титул тимчасового чемпіона WBA в середній вазі.                                                             |
| Перемога                                                                                              | 18-0   | Михаїл Макаров         | KO     | 2 (10)  | 1:24 | 21 листопада 2009 | Кіль, Німеччина                                             | |
| Перемога                                                                                              | 17-0   | Джон Андерсон Карвальо | KO     | 2 (12)  | 2:20 | 11 липня 2009     | Нюрбург, Німеччина                                          | Виграв вакантний тутул інтернаціонального чемпіона WBO у середній вазі.                                            |
| Перемога                                                                                              | 16-0   | Ентоні Гринідж         | KO     | (5)10   | 0:59 | 25 квітня 2009    | Крефельд, Німеччина                                         | |
| Перемога                                                                                              | 15-0   | Хав'єр Альберто Мамані | TKO    | 1 (10)  | 2:52 | 17 січня 2009     | Дюссельдорф, Німеччина                                      | |
| Перемога                                                                                              | 14-0   | Малік Дзіарра          | RTD    | 2 (10)  | 3:00 | 22 листопада 2008 | Росток, Німеччина                                           | |
| Перемога                                                                                              | 13-0   | Амар Амарі             | UD     | 8       |      | 21 червня 2008    | Бреннбю, Данія                                              | |
| Перемога                                                                                              | 12-0   | Ібрагім Сід            | KO     | 8 (8)   | 0:26 | 10 травня 2008    | Галле, Німеччина                                            | |
| Перемога                                                                                              | 11-0   | Ян Гарднер             | UD     | 8       |      | 5 квітня 2008     | Дюссельдорф, Німеччина                                      | |
| Перемога                                                                                              | 10-0   | Тшепо Машего           | KO     | 1 (8)   | 2:04 | 29 лютого 2008    | Гамбург, Німеччина                                          | |
| Перемога                                                                                              | 9-0    | Махді Буадла           | UD     | 8       |      | 7 вересня 2007    | Дюссельдорф, Німеччина                                      | |
| Перемога                                                                                              | 8-0    | Сергей Хомітський      | TKO    | 5 (8)   | 1:59 | 27 травня 2007    | Кельн, Німеччина                                            | |
| Перемога                                                                                              | 7-0    | Саймон Мокоена         | RTD    | 6 (8)   | 3:00 | 27 лютого 2007    | Гамбург, Німеччина                                          | |
| Перемога                                                                                              | 6-0    | Сильвен Гоміс          | KO     | 4 (6)   | 1:00 | 2 грудня 2006     | Берлін, Німеччина                                           | |
| Перемога                                                                                              | 5-0    | Хорхе Аріель Гарсія    | KO     | 2 (6)   | 2:28 | 21 жовтня 2006    | Галле, Німеччина                                            | |
| Перемога                                                                                              | 4-0    | Мартінс Кукуліс        | TKO    | 3 (4)   |      | 19 вересня 2006   | Гамбург, Німеччина                                          | |
| Перемога                                                                                              | 3-0    | Даніель Урбанський     | TKO    | 4 (4)   |      | 22 серпня 2006    | Куксгафен, Німеччина                                        | |
| Перемога                                                                                              | 2-0    | Сергей Наварка         | TKO    | 3 (4)   | 1:10 | 29 липня 2006     | Обергаузен, Німеччина                                       | |
| Перемога                                                                                              | 1-0    | Габор Балог            | KO     | 1 (4)   | 1:28 | 6 травня 2006     | Дюссельдорф, Німеччина                                      | |